# 쌍각자궁
쌍각자궁(雙角子宮, bicornuate uterus, bicornate uterus)은 자궁이 발생하는 과정에서 아래부분만 뮐러관이 합쳐지면서 하트모양의 자궁이 생기는 일이다. 설치류와 돼지한테는 정상적인 자궁모양이지만 인간의 자궁이 이렇게 생기면 습관성유산의 원인이 되기도 한다.

## 치료법

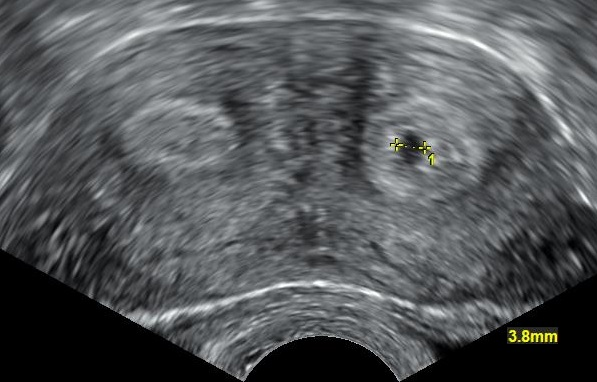
의료 초음파

수술을 하는 대신 아이가 유산되지 않도록 점검을 자주 한다.

## 같이 보기
- 자궁 기형